# Saint-Simon-de-Bordes
Saint-Simon-de-Bordes es una comuna francesa situada en el departamento de Charente Marítimo, en la región de Nueva Aquitania.

## Demografía
| 519 | 503 | 559 | 572 | 648 | 621 | 747 |
| Para los censos de 1962 a 1999 la población legal corresponde a la población sin duplicidades (Fuente: INSEE [Consultar]) |     |     |     |     |     |     |